# Bauxită

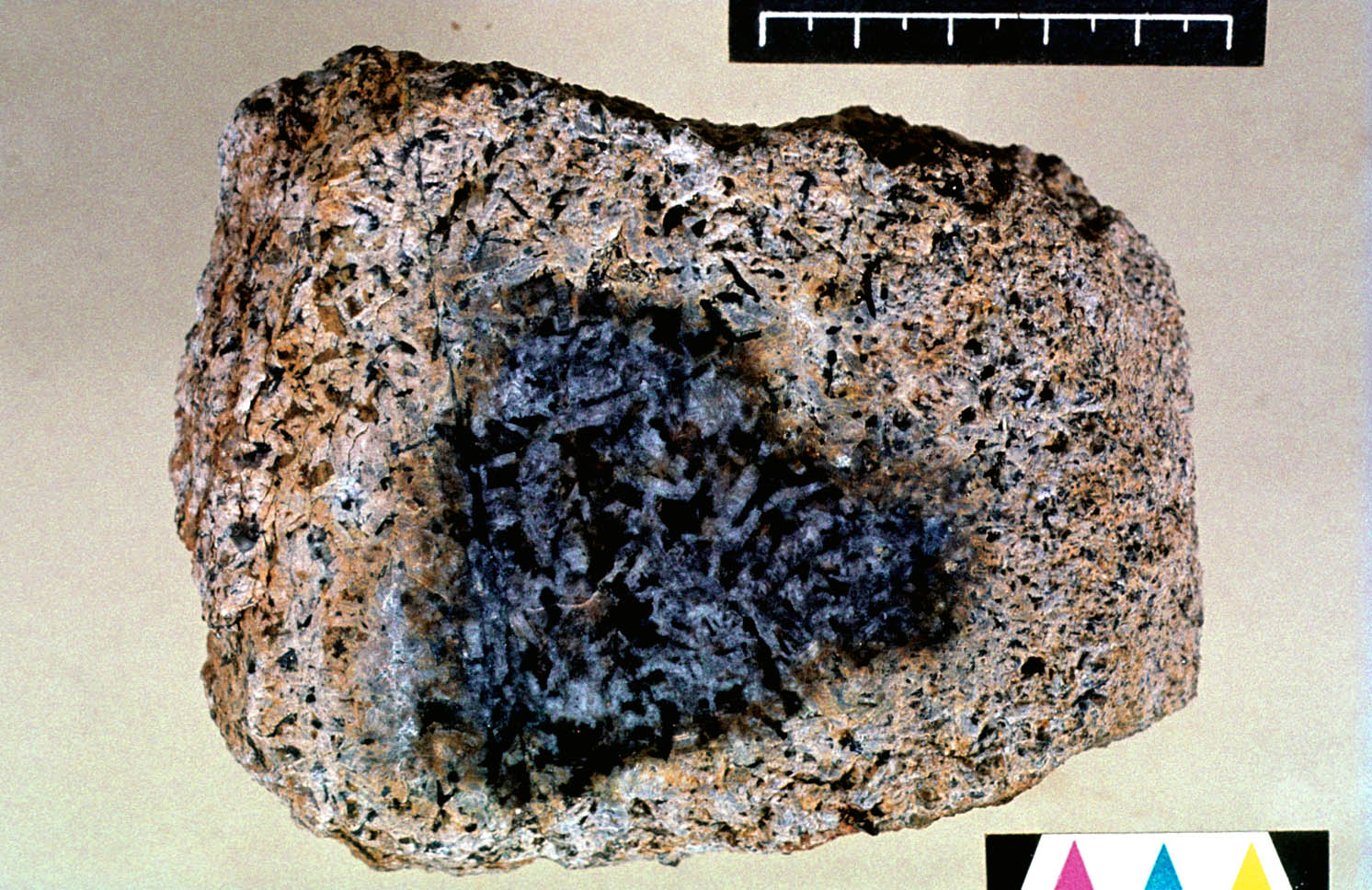
Bauxită cu un miez de rocă nedegradată de intemperii

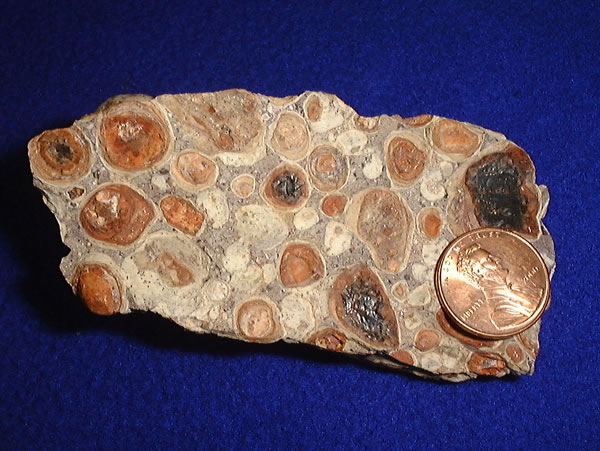
Bauxită comparată cu o monedă de un Penny

Bauxita este unul dintre cele mai importante minereuri de aluminiu și se compune în cea mai mare parte din mineralele ce conțin aluminiu ca: gibbsit (hydrargillit) Al(OH)3, boehmit AlO(OH) și diaspor AlO(OH). 
Bauxita mai poate conține minerale cu fier ca hematit Fe2O3 și goethit FeO(OH), ca și minerale argiloase caolinit și minerale cu un conținut redus în oxizi de titan anataz TiO2.

## Răspândire
| Rang                                       | Țară      | Cantitate (in mil. t) | Rang | Țară                 | Cantitate (in mil. t) |
| ------------------------------------------ | --------- | --------------------- | ---- | -------------------- | --------------------- |
| 1                                          | Australia | 56,3                  | 11   | Guyana               | 1,8                   |
| 2                                          | Brazilia  | 20                    | 12   | Kazahstan            | 1,2                   |
| 3                                          | Guinea    | 16,8                  | 13   | Ghana                | 0,7                   |
| 4                                          | Jamaica   | 13,4                  | 14   | Indonezia            | 0,6                   |
| 5                                          | India     | 10                    | 15   | Iran                 | 0,4                   |
| 6                                          | China     | 8                     | 16   | Ungaria              | 0,3                   |
| 7                                          | Rusia     | 5,4                   | 17   | Turcia               | 0,2                   |
| 8                                          | Suriname  | 3,5                   | 18   | Franța               | 0,2                   |
| 9                                          | Venezuela | 2,7                   | 19   | Serbia și Muntenegru | 0,2                   |
| 10                                         | Grecia    | 2,4                   | 20   | România              | 0,1                   |
| Sursa: Revista - Die Welt in Zahlen (2005) |           |                       |      |                      |                       |

Din circa 95 % din bauxita exploatată se obține aluminiu, cantități mai mici sunt folosite la producerea produselor chimice ce conțin aluminiu, în producerea abrazivelor și materialelor rezistente la foc. Un produs auxiliar ce se mai obține în afara aluminiului este galiul.
Din bauxita încălzită la temperaturi de 150–200 °C într-o baie alcalină de sodă în recipiente sub presiune va fi separat ulterior aluminiul de aluminat prin metoda Bayer.

## Formare
În geologie se face o deosebire între bauxitele cu silicați (bauxite laterit) de cele cu carbonați, bauxitele ce conțin carbonați (bauxite carstice) care au fost descoperite anterior fiind întâlnite în calcare și dolomite ele apar sub formă de argile fiind intens degradate de acțiunea intemperiilor. 
Bauxitele cu silicați (bauxitele laterit) fiind în prezent importante din punct de vedere economic, sunt întâlnite frecvent asociate cu roci ca granit, gnais, bazalt, sienit, argilă și șisturi argiloase.